# Grotte di Longmen
Le Grotte di Longmen ( 龍門石窟S, lett. "Grotte della Porta del Drago") sono tra i migliori esempi di arte buddista cinese. Ospitano decine di migliaia di statue del Buddha Shakyamuni e dei suoi discepoli, si trovano a 12 chilometri a sud dell'attuale Luoyang, nella provincia di Henan, in Cina. Le immagini, molte delle quali un tempo dipinte, sono state scolpite all'esterno di rilievi rupestri e all'interno di grotte artificiali scavate nelle scogliere calcaree dello Xiangshan (香山) e del Longmenshan, che corrono da est a ovest. Il fiume Yi (伊河) scorre verso nord tra loro e l'area che era chiamata Yique (伊阙; 'La porta del fiume Yi'). Il nome alternativo di "Grotte della Porta del Drago" deriva dalla somiglianza delle due colline che controllano il flusso del fiume Yi alle tipiche "torri della porta cinese" che un tempo segnavano l'ingresso a Luoyang da sud.
La costruzione delle grotte iniziò nel 493. Il complesso è composto da 2.345 grotte e nicchie, 2.800 iscrizioni, 43 pagode e oltre 100.000 immagini del Buddha. Le statue che raffigurano Buddha e i discepoli vanno da 25 mm. sino a 17 metri di altezza.  Il 30% delle caverne risale alla dinastia Wei, il 60% alla dinastia Tang e il 10% ad altri periodi. L'area contiene anche quasi 2.500 stele e iscrizioni, da cui il nome "Foresta delle antiche stele", oltre a sessanta pagode buddiste. 
Situate in un ambiente naturale panoramico, le grotte sono state scavate da un tratto di scogliera di 1 chilometro che corre lungo entrambe le sponde del fiume. Il 30% risale al Wei settentrionale e il 60% alla dinastia Tang, mentre le grotte di altri periodi rappresentano meno del 10% del totale. A partire dalla dinastia Wei del Nord nel 493 d.C., i mecenati e i donatori includevano imperatori, Wu Zetian, membri della famiglia reale, altre famiglie ricche, generali e gruppi religiosi.
Nel 2000 il sito è stato aggiunto alla lista del patrimoni dell'umanità dell'UNESCO come "un'eccezionale manifestazione della creatività artistica umana", per la sua perfezione di una forma d'arte e per la sua incarnazione della raffinatezza culturale della Cina Tang.

## Geografia
Le grotte, in cui vengono ritratti soggetti in prevalenza buddisti, punteggiano fittamente i monti Xiangshan (ad est) e Longmenshan (ad ovest); tra di essi scorre il fiume Yi, un affluente del fiume Luo. Le grotte sono state scavate su entrambe le sponde, in formazioni calcaree. La maggior parte dei lavori fu fatta sulla riva occidentale, mentre le grotte della riva orientale, in numero minore, servivano come residenze per i grandi gruppi di monaci.
Le grotte si trovano su entrambe le sponde del fiume Yi. Cinquanta grotte di grandi e medie dimensioni sono visibili sulle scogliere della collina occidentale che sono attribuite alle dinastie del Nord, dei Sui e dei Tang, mentre le grotte sulla collina orientale sono state scavate interamente durante la dinastia Tang. La pletora di grotte, sculture e pagode nelle Grotte di Longmen raffigurano una definita "progressione nello stile" con le prime grotte semplici e ben modellate con sculture di statue di Buddha e persone religiose. Il cambiamento di stile è più netto nei periodi dinastici Tang che sono "più complessi e incorporano anche donne e figure di corte". Le grotte sono state numerate in sequenza da nord a sud lungo la riva occidentale del fiume Yi. L'ingresso alle grotte avviene dall'estremità settentrionale.
La distanza coperta dalle grotte, da nord a sud, è di circa un chilometro; si tratta di uno dei complessi rupestri più famosi di tutta la Cina, insieme alle grotte di Mogao e alle grotte di Yungang.

## Storia

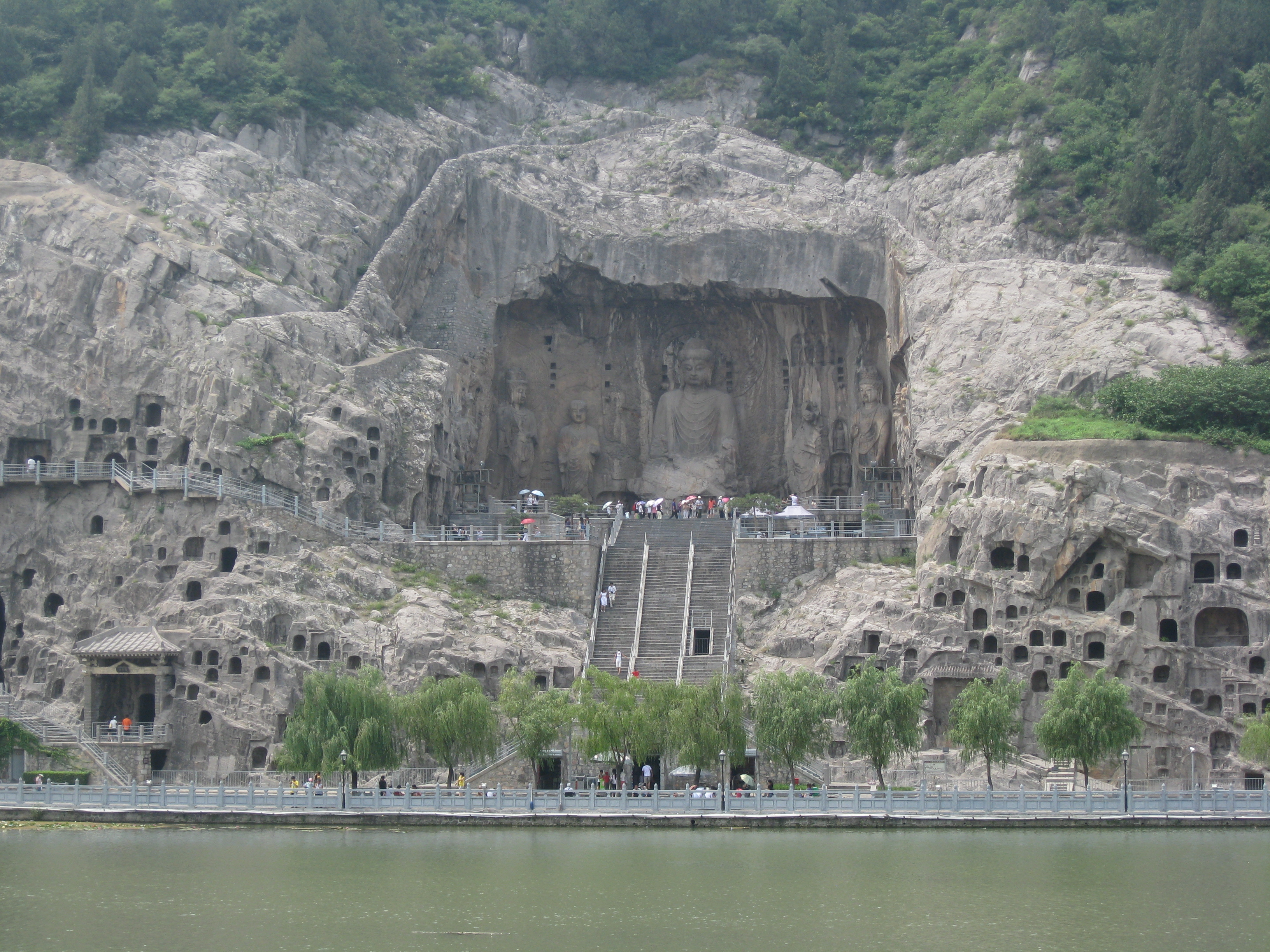
Le Grotte di Longmen viste da oltre il fiume

La storia più antica della creazione delle Grotte di Longmen viene fatta risalire al regno dell'imperatore Xiaowen della dinastia Wei del Nord, quando spostò la sua capitale a Luoyang da Datong. Il valore simbolico di Luoyang è dato dal fatto che è stata la capitale storica per 13 dinastie. Le grotte sono state scavate con soggetti buddisti nel periodo che va dal 493 d.C. al 1127 d.C., in quattro fasi distinte. La prima fase iniziò con la dinastia Wei settentrionale (493-534). La seconda fase vide un lento sviluppo delle grotte a causa di interruzioni dovute a conflitti nella regione, tra il 524 e il 626, durante il regno della dinastia Sui (581-618) e la prima parte della dinastia Tang (618-907). La terza fase, fu durante il regno della dinastia Tang, quando il buddismo cinese fiorì e ci fu una proliferazione di grotte e incisioni dal 626 alla metà dell'VIII secolo. L'ultima fase, la quarta, fu dalla parte successiva del regno dinastico Tang che si estese al regno della dinastia Song settentrionale, che vide un declino nella creazione di grotte. Si concluse a causa della guerra intestina tra le dinastie Jin e Yuan.

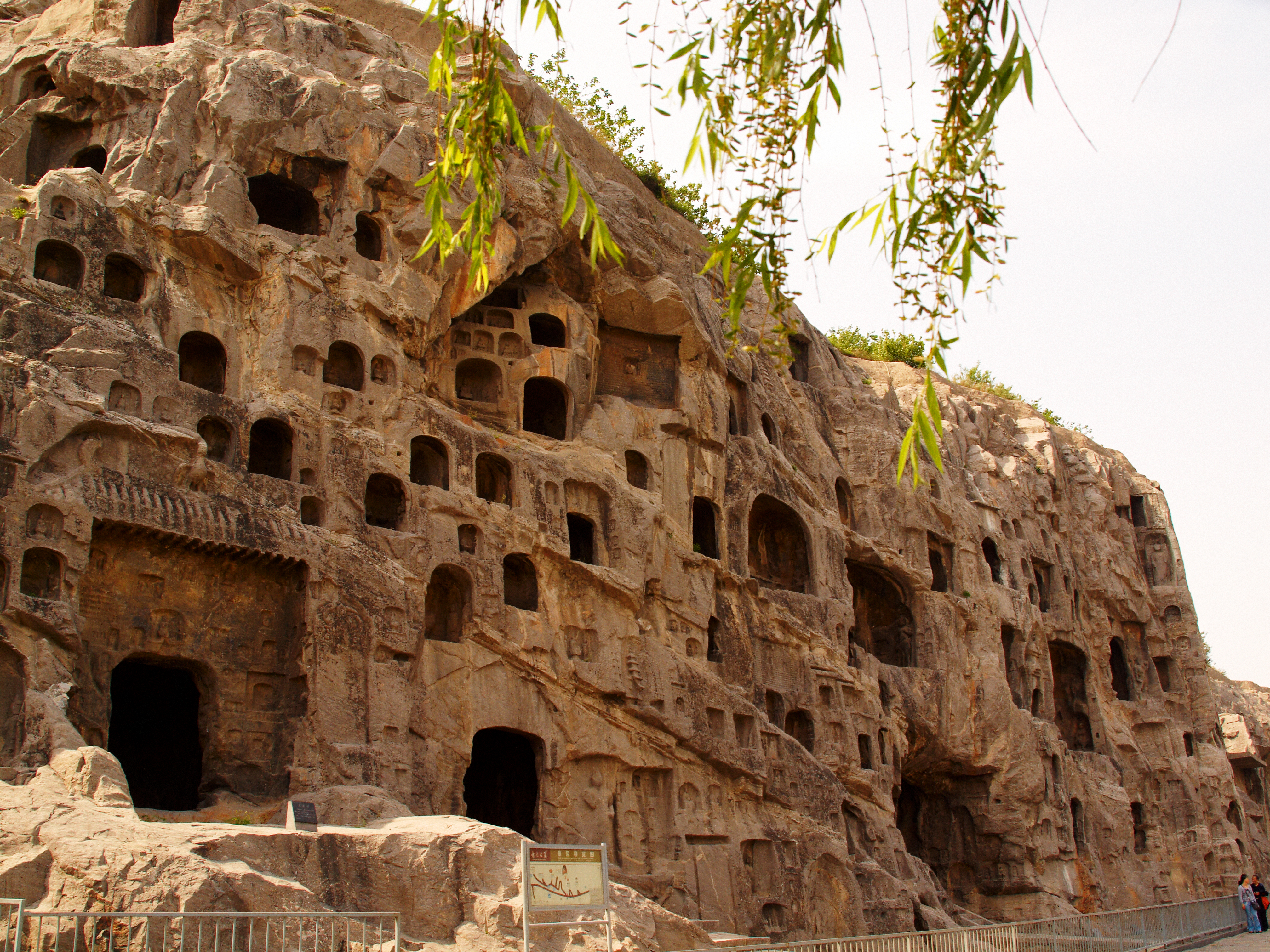
Cancello delle Grotte del Dragone

Guyang-dong o Tempio di Shiku, attribuito all'imperatore Xiaowen, fu il primo tempio rupestre ad essere costruito al centro del piano meridionale della Collina Ovest. L'imperatore Xuanwu del Wei settentrionale proseguì questa attività e scavò altre tre grotte, due in memoria di suo padre, l'imperatore Xiaowen, e una in memoria di sua madre; tutte e tre le grotte sono raggruppate sotto il titolo di "Tre grotte di Binyang" (Binyangsan-dong), che furono costruite dall'imperatore in un periodo di 24 anni. Oltre il 30% delle grotte che si vedono ora sono state costruite durante questo periodo.
Nel 527 fu completata la grotta di Huangfugong o Shiku-si, una delle principali grotte. Si tratta di una grotta ben conservata situata a sud della West Hill.
Nel 675, la grotta di Fengxian-si, sul piano meridionale della collina occidentale, fu completata durante il regno della dinastia Tang. Questo segnò la terza fase della creazione e il periodo di picco della creazione dei gotti. Si stima che il 60% delle grotte viste a Longmen siano nate in questo periodo, dal 626 al 755. Durante questo periodo, oltre alle grotte che ospitavano statue di Buddha di varie dimensioni, nello stesso complesso furono costruiti anche alcuni templi buddisti in spazi aperti con scenografie. Tuttavia, questi sono ora per lo più in rovina. Durante questa fase, l'imperatore Gaozong e l'imperatrice Wu Zetian furono determinanti nell'intensificare l'attività quando governavano da Luyong.
Durante il periodo dal 1368 al 1912, quando due dinastie governarono in Cina, vale a dire la dinastia Ming dal 1368 al 1644 e la dinastia Qing dal 1644 al 1912, ci fu una rinascita culturale e le Grotte di Longmen ricevettero riconoscimenti sia a livello nazionale che internazionale.
Durante il periodo dei regni combattenti, in questo sito il generale Bai Qi dello stato Qin sconfisse le forze alleate del regno di Han e dello stato di Wei. Il sito è stato oggetto di atti vandalici significativi in diversi momenti della sua storia. I principali manufatti sono stati rimossi dai collezionisti occidentali e dai cacciatori di souvenir all'inizio del XX secolo. Anche le teste di molte statue sono state distrutte durante la Rivoluzione Culturale. Due murales prelevati dalle grotte sono esposti al Metropolitan Museum of Art di New York e al Nelson-Atkins Museum of Art di Kansas City, nel Missouri.
Con l'istituzione della Repubblica Popolare Cinese nel 1949, le grotte sono state dichiarate area protetta. La Costituzione della Cina, ai sensi dell'articolo 22, che tra le altre questioni prevede anche la protezione dei siti del patrimonio naturale, è stata ulteriormente definita in vari strumenti giuridici emanati per proteggere e conservare questo patrimonio culturale della Cina.
L'Agenzia per la cura delle reliquie di Longmen è stata istituita nel 1953 sotto il Ministero della Cultura. Nel 1954 fu effettuato un inventario del sito da parte del nuovo Ufficio per la gestione e la conservazione delle reliquie culturali delle grotte di Longmen. Nel 1961 il Consiglio di Stato ha dichiarato le Grotte di Longmen monumento culturale nazionale che necessita di una protezione speciale. Nel 1982 è stata dichiarata uno dei primi gruppi di zone panoramiche ad essere protetta a livello statale. L'Ufficio per la Gestione e la Conservazione è stato rinominato Istituto di Ricerca sulle Grotte di Longmen nel 1990 e il governo popolare della città di Luoyang è diventato responsabile della gestione dei monumenti del patrimonio. L'organizzazione governativa è stata rinominata Longmen Grottoes Research Academy nel 2002. 

## Grotte

Panorama delle sculture buddiste nella principale delle Grotte Longmen.

Ci sono diverse grotte principali con notevoli esposizioni di sculture buddiste e iscrizioni calligrafiche.
Alcune delle principali grotte e l'anno in cui iniziarono i lavori al loro interno includono: Guyang-dong (493), Binyang-dong (505), Lianhua-dong (520), Weizi-dong (522), Shiku-si (520), Weizi-dong (520), Shisku (520), Yaofang-dong (570), Zhaifu-dong (ca. 636), Huijian-dong (630), Fahua-dong (650), Fengxian-si (672), Wanfo-si (670-680), Jinan-dong (684), Ganjing-si (684) e Leigutai-dong (684). Le grotte di Guyang, Binyang e Lianhua sono a forma di ferro di cavallo.

### Guyangdong
Guyangdong, o Grotta di Guyang, o Grotta del Vecchio Sole, è ricordata come la più antica grotta di Longmen con incisioni in stile Wei settentrionale. È anche la grotta più grande, situata nella parte centrale della collina occidentale. Fu scolpita sotto gli ordini dell'imperatore Xiaowen. La prima incisione in questa grotta calcarea è stata datata al 478 d.C., durante il periodo in cui si pensa che l'imperatore Xiaowen abbia spostato la sua capitale da Datong a Luoyang. Le statue buddiste nelle nicchie di questa grotta sono molto ben scolpite. Qui si trovano anche 600 iscrizioni in fine calligrafia di scritture in stile Wei settentrionale. Molte delle sculture all'interno della grotta sono state donate dai reali. I gruppi religiosi hanno sostenuto questa attività. 
La grotta ha tre immagini molto grandi: l'immagine centrale è del Buddha Sakyamuni con i Bodhisattva su entrambi i lati. Le caratteristiche delle immagini sono indicative dello stile Wei nordico, tipicamente di figure snelle ed emaciate. Ci sono circa 800 iscrizioni sulle pareti e nelle nicchie all'interno della grotta, il maggior numero in qualsiasi grotta in Cina. Sulle pareti nord e sud della grotta si trovano due file di nicchie, che ospitano un numero molto elevato di immagini. Gli artisti hanno registrato i loro nomi, le date e le ragioni per inciderli.

### Binyang
Binyang ha tre grotte: la Grotta di Binyang Nord, la Grotta di Binyang Centrale e la Grotta di Binyang Meridionale. La  Grotta di Binyang Centrale è la più importante.

#### Binyangzhong-dong
Binyangzhong-dong (cinese: 宾阳中洞) o la grotta di Binyang centrale, è scolpita in stile Datong sulla collina occidentale, al piano settentrionale. Fu costruito dall'imperatore Xuanwu per commemorare suo padre Xiaowen e anche sua madre. Si dice che 800.000 lavoratori lo abbiano creato nel periodo dal 500 al 523. Nella parete principale di questa grotta, cinque statue buddiste molto grandi sono scolpite tutte in stile Wei settentrionale. La statua centrale è del Buddha Sakyamuni con quattro immagini di Bodhisattva che le fiancheggiano. Anche due pareti laterali hanno immagini di Buddha fiancheggiate da Bodhisattva. I Buddha, disposti in tre gruppi nella grotta, sono rappresentativi dei Buddha del passato, del presente e del futuro. Il baldacchino nel tetto è progettato come un fiore di loto. C'erano due grandi bassorilievi di processioni imperiali, che includevano l'imperatore Xiaowen, l'imperatrice vedova Wenzhao e i defunti genitori dell'imperatore in adorazione. I rilievi furono rubati completamente a metà degli anni '30. Il corteo dell'imperatore è ora al Metropolitan Museum of Art di New York e due terzi di quello dell'imperatrice si trova al Nelson-Atkins Museum of Art di Kansas City. Mentre alcune statue sono scolpite con "lineamenti lunghi, volti sottili, vesti a coda di pesce e tracce di influenza greca", altre sono in stile naturale del periodo Tang e pesantemente costruite.
Binyangnan-dong
Binyangnan-dong (宾阳南洞), o la grotta di Binyang meridionale, ha cinque immagini molto grandi che sono state scolpite da Li Tai, il quarto figlio dell'imperatore Taizong di Tang, il primo imperatore Tang. Li realizzò nel 641 d.C. in memoria di sua madre, l'imperatrice Zhangsun. L'immagine centrale in un aspetto sereno è quella di Amitabha Buddha seduto su un piedistallo circondato da Bodhisattva, anch'esso dall'aspetto sereno in una miscela degli stili Wei del Nord e della dinastia Tang.

#### Fengxian

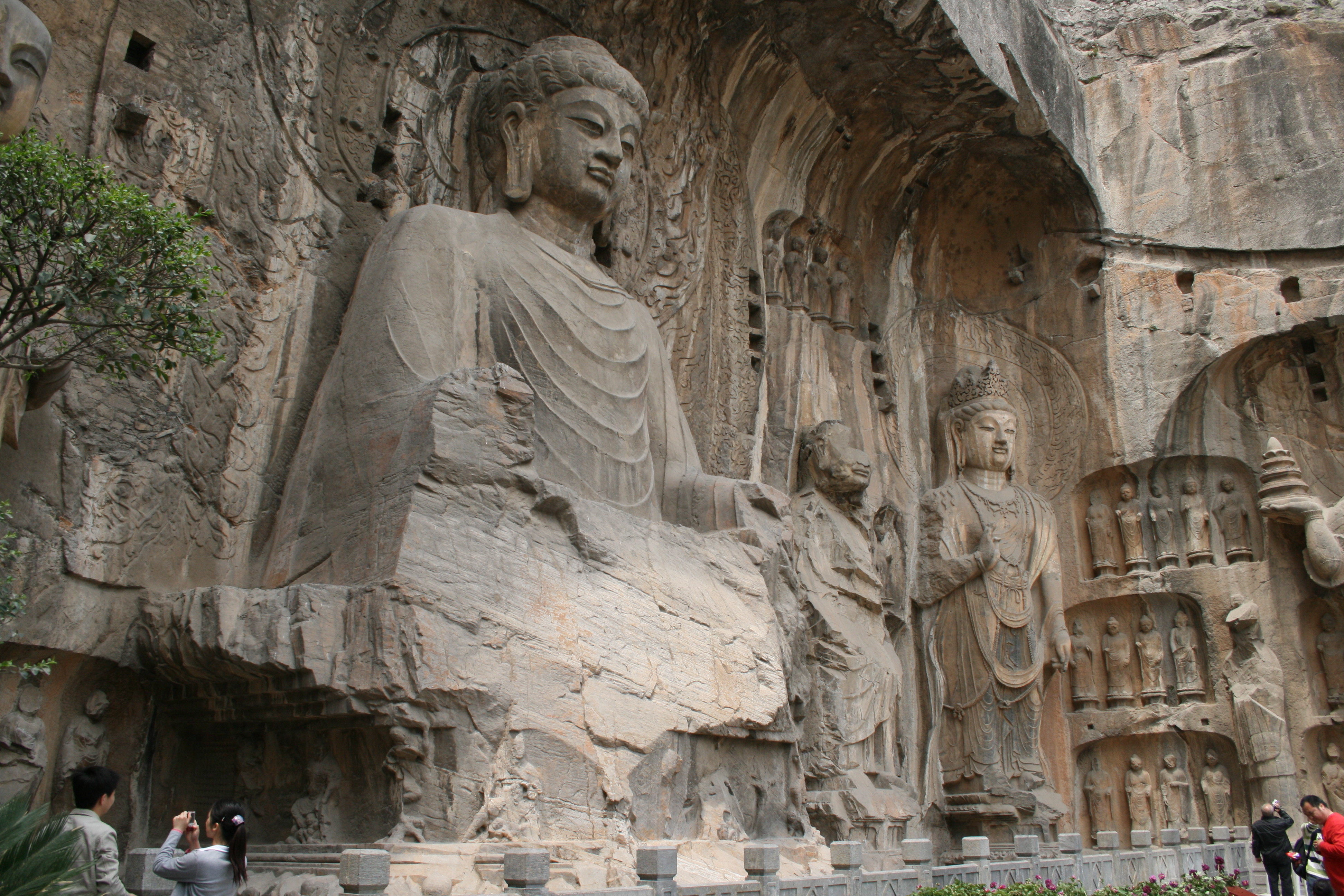
Il Grande Vairocana delle Grotte del Buddha di Longmen.

Fengxian, o Fengxian-si (奉先寺), o grotta di Li Zhi, è la grotta del culto degli antenati, la più grande di tutte le grotte scavate sulla collina occidentale tra il 672 e il 676 per l'imperatrice Wu Zetian. Si dice che le sculture siano il massimo della perfezione architettonica della dinastia Tang. Il santuario all'interno della grotta misura 39 m x 35 m. Ha la più grande statua di Buddha alle Grotte di Longmen.  Delle nove enormi statue scolpite, l'immagine molto impressionante del Buddha Vairocana è scolpita sulla parete posteriore del Fengxian. L'immagine è alta 17,14 m e ha orecchie lunghe 2 m. E si ritiene che la statua sia stata modellata sull'imperatrice Wu Zetian. Un'iscrizione alla base indica il 676 come anno di intaglio. Il Bodhisattva a sinistra dell'immagine principale del Buddha è decorato con una corona e perle. Viene mostrata anche una persona divina che calpesta uno spirito maligno. Le caratteristiche principali dell'immagine di Vairocana sono paffute e di espressione pacifica e naturale. Ciascuna delle altre grandi statue è scolpita con espressioni che corrispondono ai loro ruoli rappresentativi. Questi furono scolpiti per ordine dell'imperatrice Wu Zetian e sono considerati rappresentativi in modo univoco dello "stile vigoroso, elegante e realistico" della dinastia Tang. L'enorme statua di Vairocana è considerata "la quintessenza della scultura buddista in Cina".
La statua di Vairocana fornisce anche alla sua base i nomi degli artigiani che hanno lavorato qui, il nome dell'imperatore Gaozong, che era il donatore, e onora anche Wu Zetian. Si dice che Wu Zetian abbia donato "ventimila corde del suo denaro di rouge e polvere" per completare questo edificio. Quindi, si ipotizza che il Buddha Vairocana sia stato scolpito per assomigliare all'imperatrice stessa e definito una "Monna Lisa cinese, Venere o come la Madre della Cina". Tutte le immagini qui, che rimangono intatte, proiettano il personaggio e l'animazione. Statue di Kasyapa e Ānanda, i due principali discepoli di Vairocana, e di due Bodhisattva con corone fiancheggiano la statua principale, oltre a numerose immagini di "lokapalas (guardiani o re celesti), dvarapas (guardie del tempio) e numerose altre figure".

## Templi

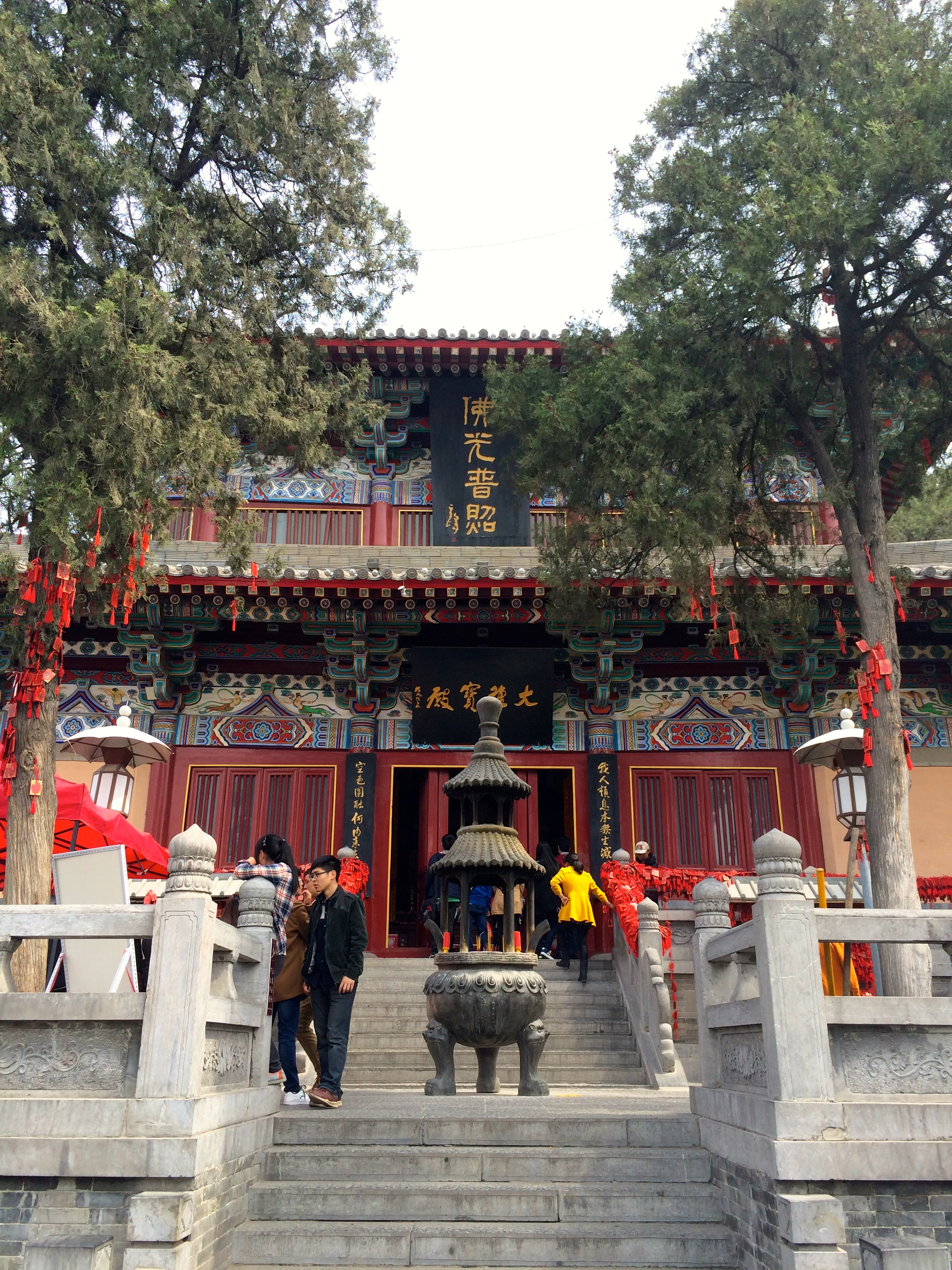
Il Tempio di Xiangshan

Ci sono diversi templi alle Grotte di Longmen. Alcuni importanti includono il Tempio di Xiangshan, il Tempio del Giardino di Bai e la Tomba di Bai Juyi.  Altri sono il tempio di Tongle, iniziato sotto l'imperatore Mingyuan; i templi di Lingyan e Huguo, sotto l'imperatore Wencheng; il tempio di Tiangong, sotto Xiaowen; e il tempio di Chongfu, sotto Qianer.

### Tempio di Xiangshan
Il Tempio di Xiangshan è uno dei primi dei dieci templi di Longmen. Si trova nella parte centrale della collina orientale. Il nome "Xiangshan" deriva dal nome delle spezie "Xiangge" che si trovano ampiamente su questi pendii collinari. Fu ricostruito nel 1707, durante il regno della dinastia Qing, sul modello di un vecchio tempio che esisteva lì. L'Amministrazione delle Grotte di Longmen, ha ampliato il tempio nel 2002, aggiungendo il "Campanile, la Torre del Tamburo, la Sala delle Ali, la Sala di Mahavira e la Sala delle Nove Persone, i Diciotto Arhat, la Villa di Chiang Kai-shek e Soong Mei-ling". Le nuove aggiunte includevano passerelle, un muro di cinta e un nuovo cancello dall'estremità meridionale del tempio.

### Tempio del giardino di Bai

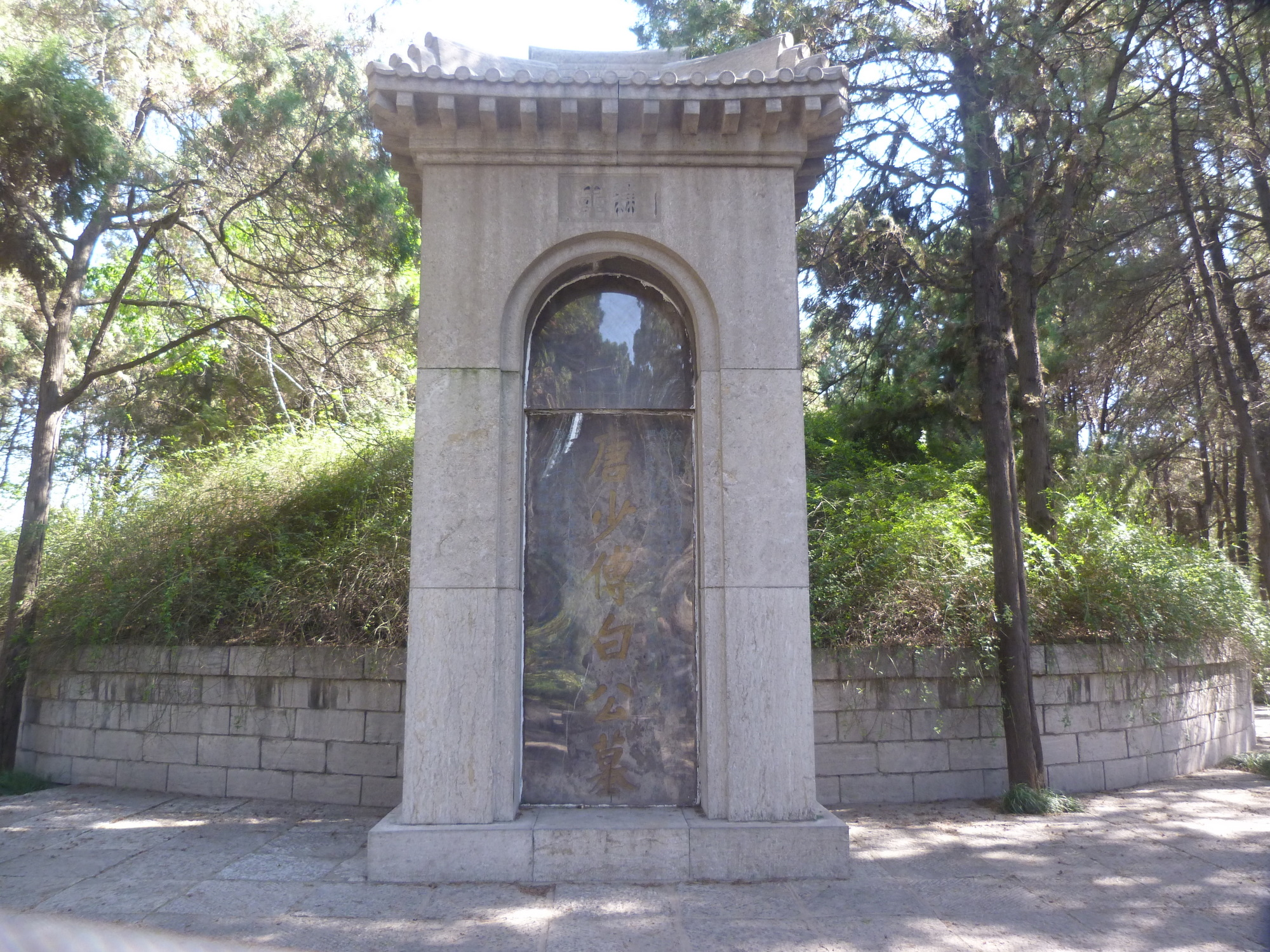
Tomba di Bai Juyi

Il giardino Bai è un tempio situato sul picco Pipa, a nord della collina orientale (collina di Xiangshan). Fu ricostruita nel 1709 da Tang Youzeng della dinastia Qing. Il tempio è circondato da una fitta vegetazione di pini e cipressi.

### Tomba di Bai Juyi
La tomba di Bai Juyi sulla riva orientale è quella del noto poeta durante la dinastia Tang che visse a Luoyang nei suoi ultimi anni. La tomba si trova sulla cima della collina. Vi si accede dalla riva occidentale dopo aver attraversato un ponte sul fiume Yi. La tomba è un tumulo circolare di terra di 4 metri di altezza con una circonferenza di 52 metri. La tomba è alta 2,80 metri e ha il nome del poeta inciso su di essa come Bai Juyi.

## Conservazione e restauro

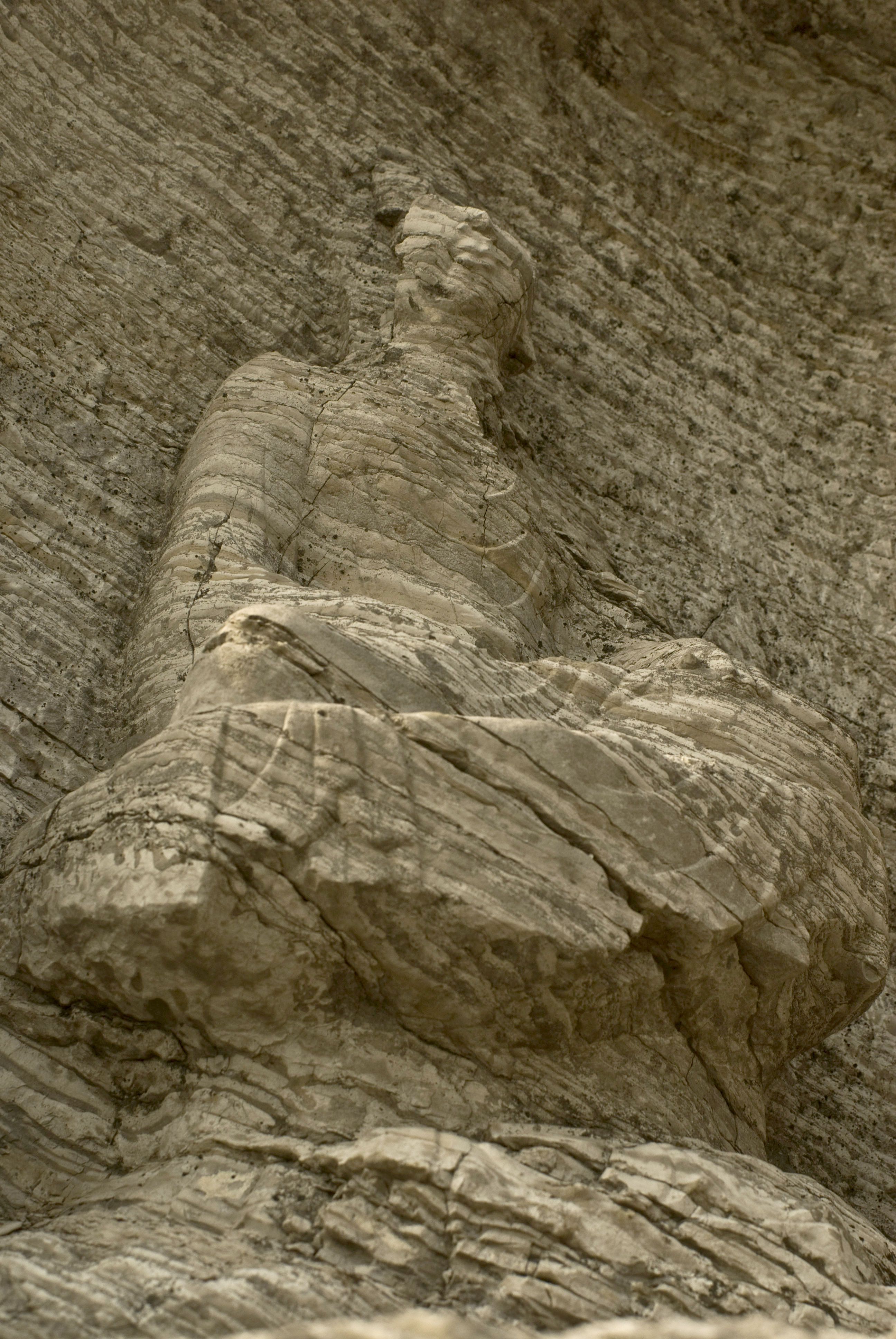
Delaminazione del calcare da cui sono scolpite le figure

Uno dei principali risultati in questa direzione è il riconoscimento dato ai monumenti dall'UNESCO con la dichiarazione delle Grotte di Longmen come monumento del patrimonio, dopo un'adeguata valutazione per un certo periodo, e l'iscrizione nella Lista del Patrimonio Mondiale. Il riconoscimento si basa sui criteri (i), (ii) e (iii): "Criterio (i), le sculture delle Grotte di Longmen sono una manifestazione eccezionale della creatività artistica umana; Criterio (ii) le Grotte di Longmen illustrano la perfezione di una forma d'arte di lunga data che avrebbe svolto un ruolo molto significativo nell'evoluzione culturale di questa regione dell'Asia; Criterio (iii), l'alto livello culturale e la sofisticata società della dinastia Tang in Cina sono incapsulati nelle eccezionali incisioni in pietra delle Grotte di Longmen". Ciò impone inoltre al governo cinese di adottare misure adeguate per preservare il monumento nel suo status di patrimonio secondo le linee guida emesse di volta in volta dopo frequenti ispezioni del sito.
Dal 1951 le Grotte di Longmen sono state oggetto di molti sforzi concertati per identificare, delimitare, pianificare e attuare lavori di restauro. In un primo momento, nei pressi delle grotte è stata istituita una stazione di monitoraggio meteorologico per valutare le condizioni ambientali prevalenti nell'area e pianificare gli opportuni interventi di ripristino. A questo sono seguiti intensi lavori di restauro, inizialmente sotto forma di rafforzamento delle basi rocciose per arrestare le infiltrazioni d'acqua dai tetti e dai lati delle grotte. La vegetazione incolta con le radici è stata eliminata. I mezzi di accesso alle grotte sono stati installati di recente sotto forma di ringhiere, sentieri e passerelle con gradini. Tutti gli sforzi compiuti dal governo cinese negli ultimi quasi sessant'anni hanno assicurato che le grotte siano conservate in uno stato abbastanza presentabile. Tutto questo è stato raggiunto grazie all'azione integrata di tre istituzioni: la China Institution of Cultural Relics Protection, che ha fornito gli input scientifici professionali, la China University of Geosciences e la Longmen Cultural Relics Care Agency. I fondi per gli studi e i lavori di restauro sono stati previsti nell'ambito dei Piani Quinquennali e Decennali Rivisti approvati dal Governo Popolare della Città di Luoyang nel 1999.

Grotte di Longmen
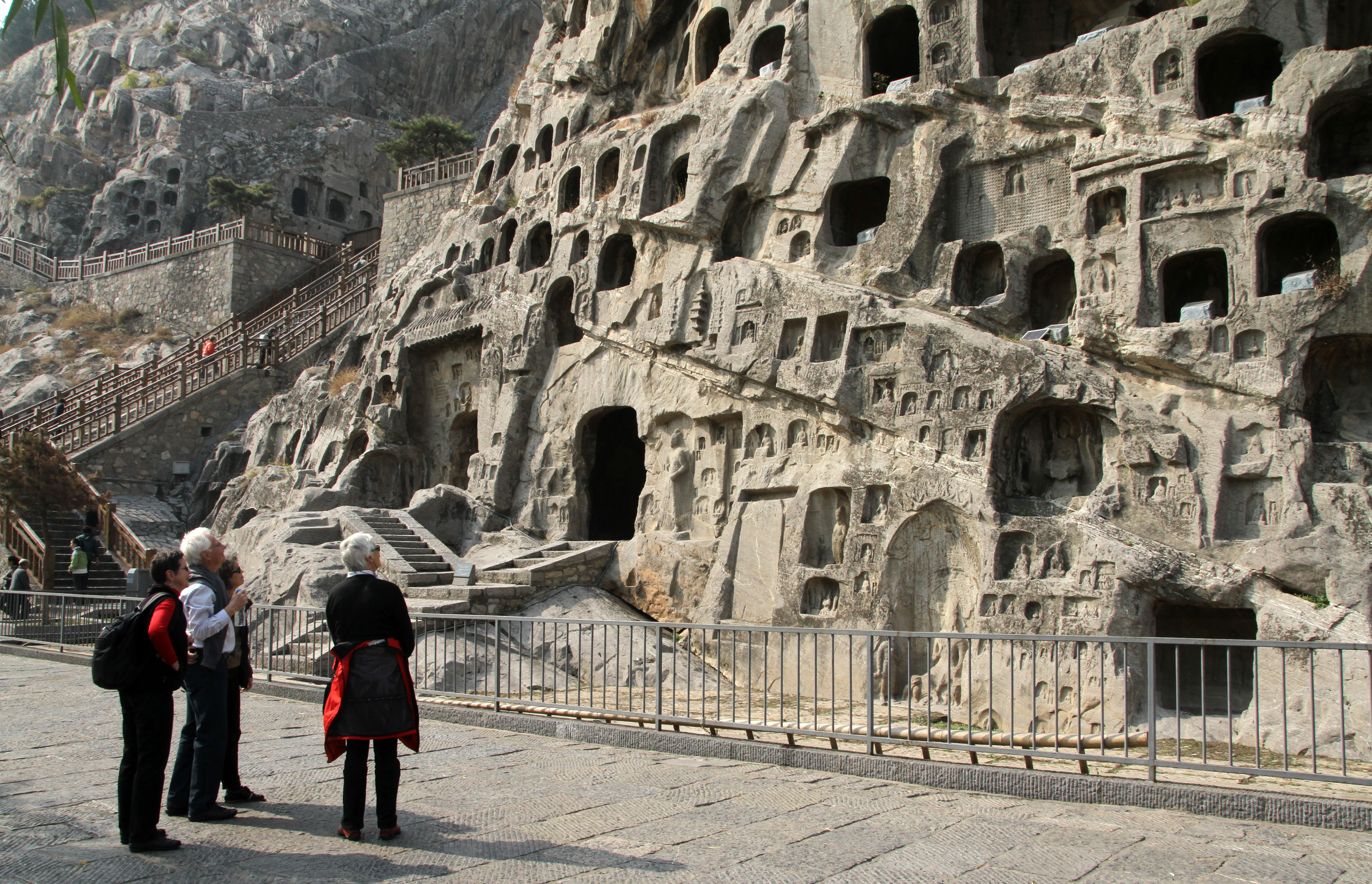
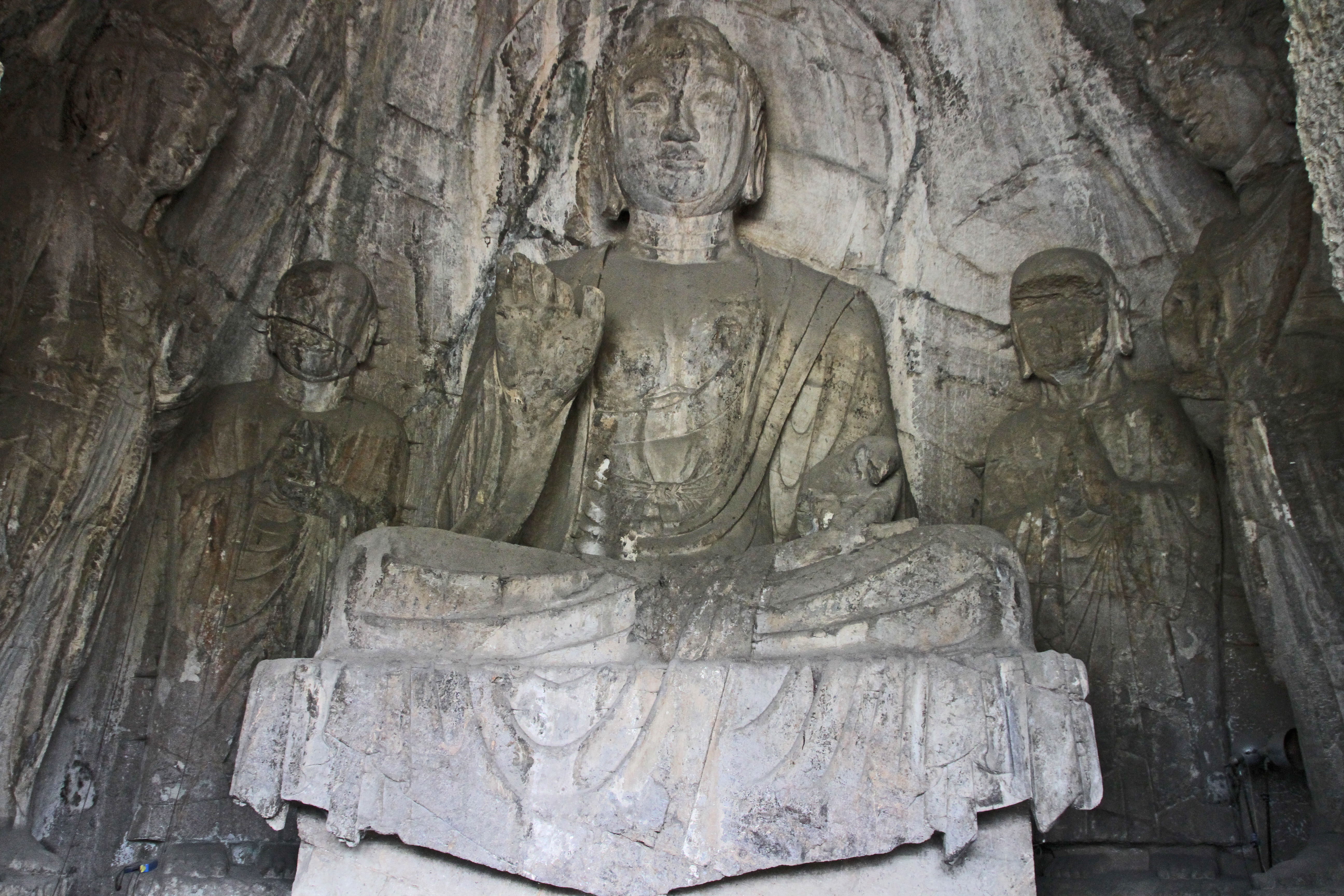
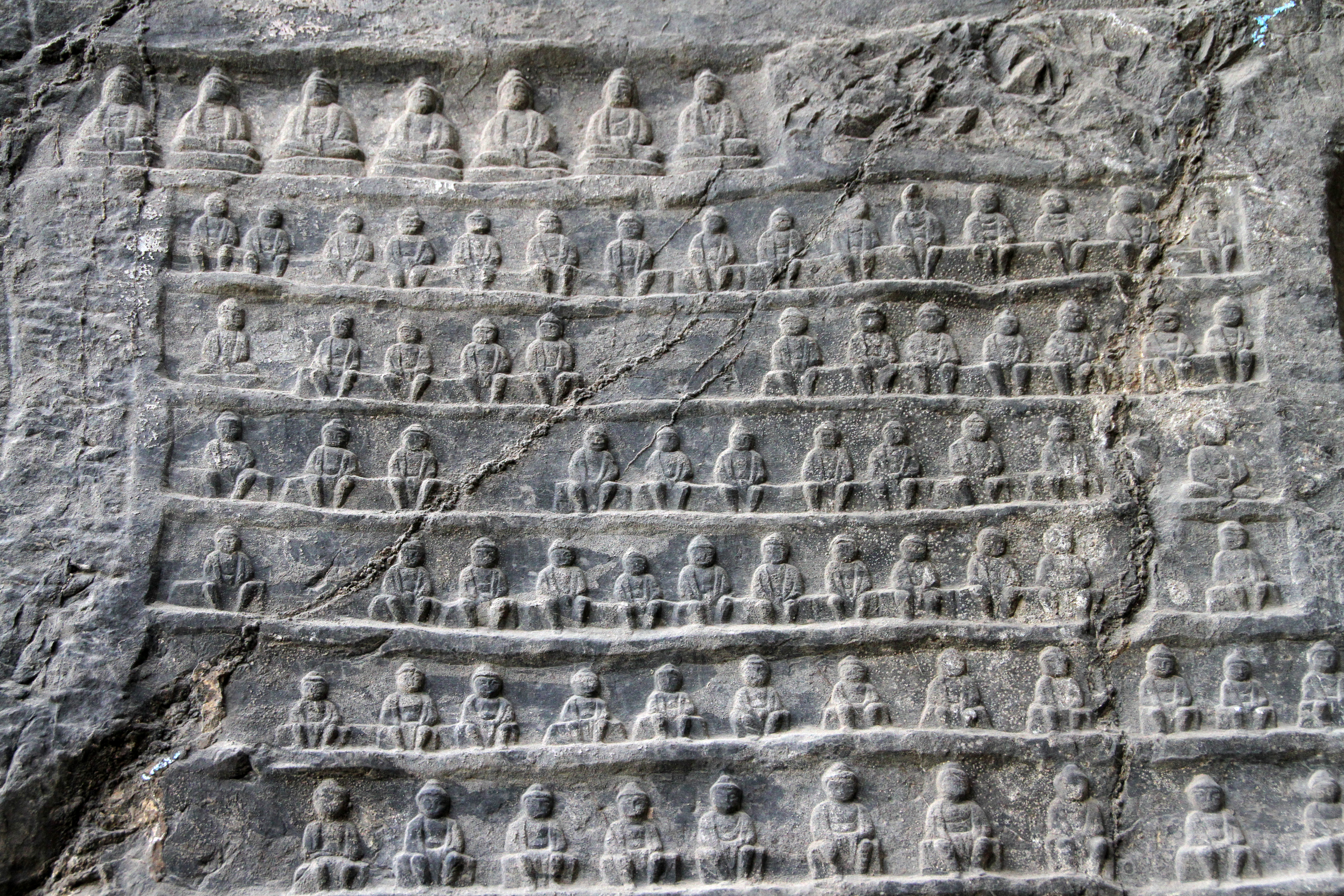
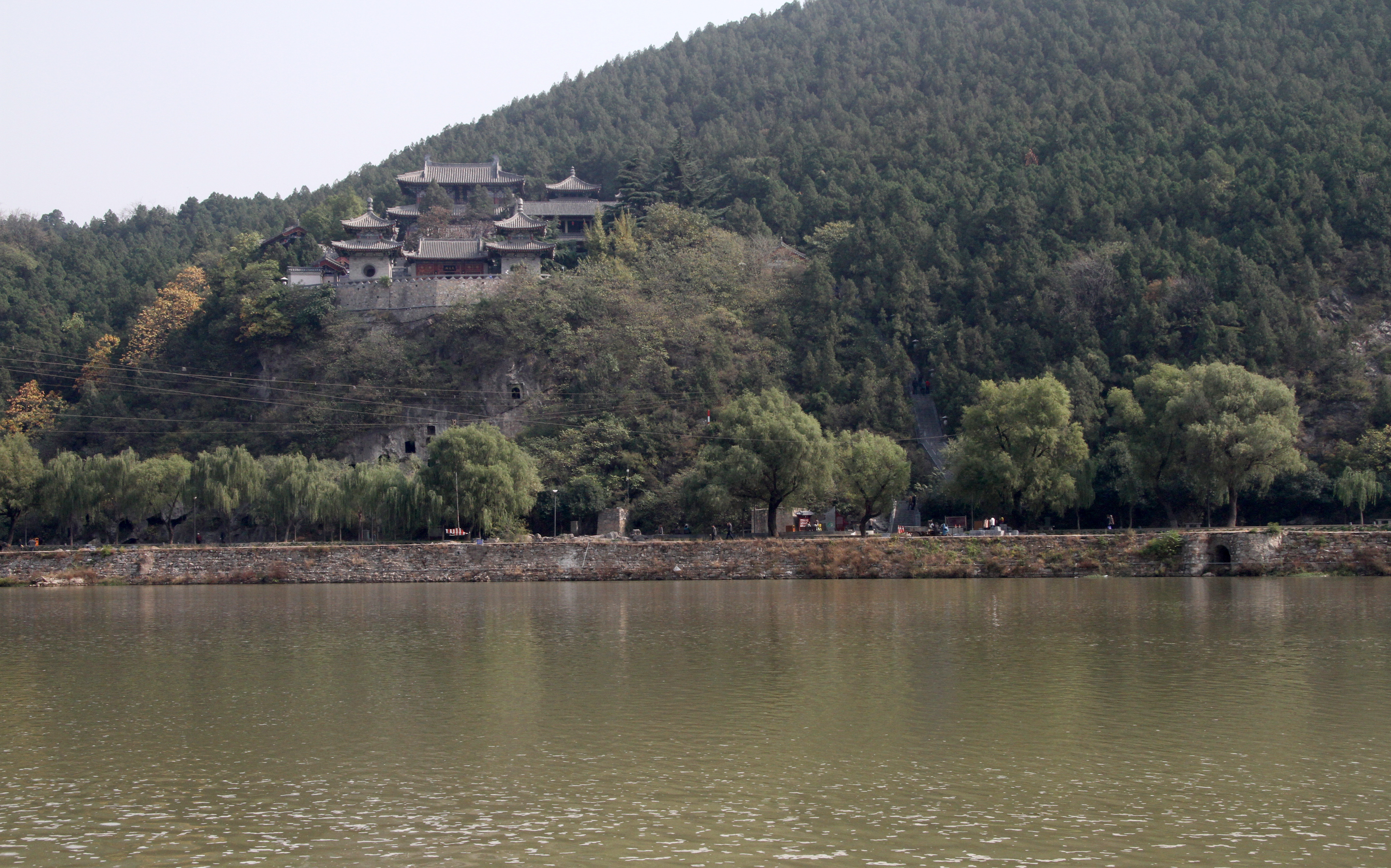